# Florence Welch
Florence Leontine Mary Welch (Camberwell, 28 augustus 1986) is een Britse zangeres. Ze is het bekendst als de leadzangeres van de band Florence and the Machine.

## Discografie
| Single met eventuele hitnotering(en) in de Nederlandse Top 40 | Datum van verschijnen | Datum van binnenkomst | Hoogste positie | Aantal weken | Opmerkingen                                     |
| ------------------------------------------------------------- | --------------------- | --------------------- | --------------- | ------------ | ----------------------------------------------- |
| Sweet Nothing                                                 | 01-10-2012            | 03-11-2012            | 22              | 12           | met Calvin Harris / Nr. 29 in de Single Top 100 |

| Single met hitnotering(en) in de Vlaamse Ultratop 50 | Datum van verschijnen | Datum van binnenkomst | Hoogste positie | Aantal weken | Opmerkingen       |
| ---------------------------------------------------- | --------------------- | --------------------- | --------------- | ------------ | ----------------- |
| Sweet nothing                                        | 2012                  | 03-11-2012            | 9               | 18           | met Calvin Harris |

- Bibsys: 1542227321162
- Bibliothèque nationale de France: cb162260068 (data)
- Gemeinsame Normdatei: 138618232
- International Standard Name Identifier: 0000 0000 8163 6828
- Library of Congress Control Number: no2011136883
- MusicBrainz: 88798869-338b-418e-9c47-97365444b734
- Nationale Bibliotheek van Israël: 987007375192805171
- Nederlandse Thesaurus van Auteursnamen: 419397566
- Istituto Centrale per il Catalogo Unico: LO1V434144
- Système universitaire de documentation: 158750756
- Virtual International Authority File: 90889954
- WorldCat: E39PBJgt9kDBq9Jjkhh6Y6hmBP